# 饥饿持久旱土杆菌
饥饿持久旱土杆菌（学名：Aridibacter famidurans）是旱土杆菌属的下属物种。该菌是一种革兰氏阴性、非运动性、嗜温、需氧且化能有机异营的杆状细菌。它首次于纳米比亚中部埃里希斯费尔德的放牧场发现，并在2014年正式被描述。

## 词源
种加词“famidurans”源自拉丁语词“fames”（饥饿）和“durans”（持久），意指能够忍受饥饿。该名源于其分离过程，即只能在纯SSE（soil solution equivalent）培养基中通过长时间饥饿期的富集培养后，再经平板接种分离而得。

## 发现
2009年春季，学者在纳米比亚中部埃里希斯费尔德的放牧场采集了亚热带疏林草原土壤样本，从中分离出了饥饿持久旱土杆菌菌株。该土壤样本是黏质砂土，pH值为7.4至8.2。最终，该菌于2014年被正式描述并命名。

## 描述
该菌的细胞长约2.5至3.0µm，宽约0.9µm，呈杆状。它是一种非运动性的革兰氏阴性细菌，不形成孢子和荚膜，以单细胞形式存在并通过二分裂繁殖。该菌是嗜温细菌，其生长温度范围为15至44°C，最适生长温度为24至36°C；pH适应范围为4.0至9.5，最佳pH值为5.5至9.0。此外，该菌可耐受最高1%的氯化钠浓度，最佳浓度则为0.25%。理想条件下，其倍增时间为5.5小时。该菌为需氧、化能有机异营菌，并偏好含复杂蛋白质的底物。该菌呈过氧化氢酶阳性和细胞色素c氧化酶阴性。菌株的DNA G+C含量为53.2mol%。该菌的主要醌是MK-8。
液体培养中的菌落初为黄色。随着密度的增加，菌落会转为亮粉色，并且在摇动培养物时也会形成聚集物和絮凝物。而在琼脂平板上，该菌可形成直径为0.1至0.2毫米的圆形、凸起且边缘完整的菌落，颜色呈半透明的粉红色。